# Nuraghe Lò

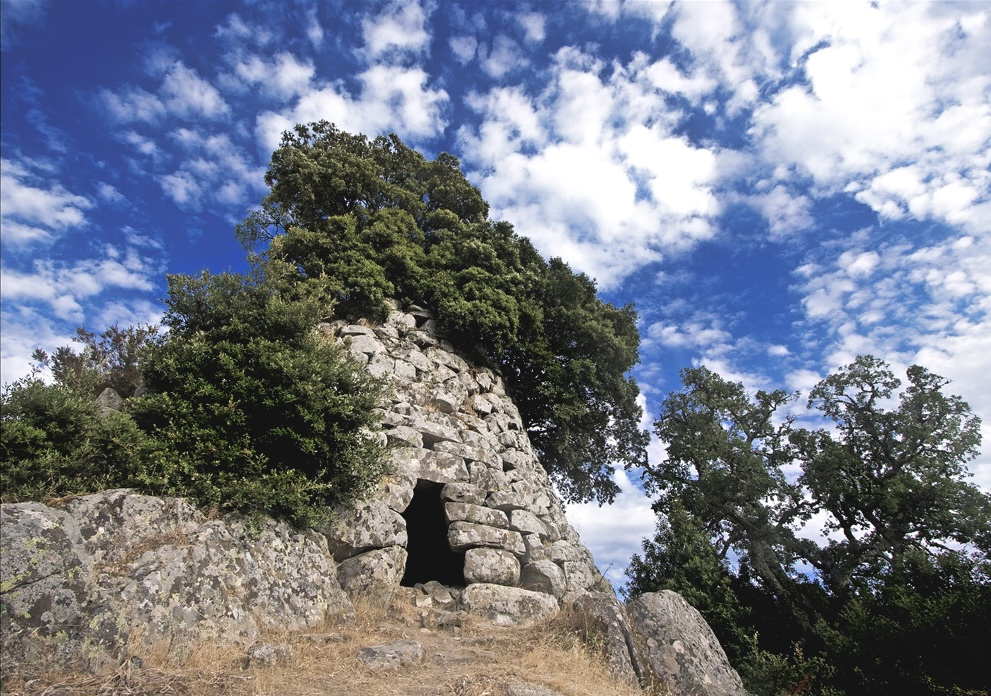
Nuraghe Lò

Die Nuraghe Lò ist eine Nuraghe in der Gemeinde Sorgono in der bergigbewaldeten Mandrolisai in der Provinz Nuoro auf Sardinien. Nuraghen sind prähistorische und frühgeschichtliche Turmbauten der Bonnanaro-Kultur (2200–1600 v. Chr.) und der mit ihr untrennbar verbundenen, nachfolgenden Nuraghenkultur (etwa 1600–400 v. Chr.) auf Sardinien.
Die Tholosnuraghe steht auf einem Felsvorsprung und hat einen elliptischen Grundriss. Sie stammt aus dem 2. Jahrtausend v. Chr. und wurde zwischen 1500 und 900 v. Chr. genutzt. Die Nuraghe Lò ist ein einzeln stehender Turm, der Mastio genannt wird. Das Mauerwerk besteht großen aus Granitblöcken, die in unregelmäßigen Reihen geordnet sind. Der aufragende Felsvorsprung ersetzt im Osten zum Teil das Mauerwerk. Der im Nordwesten liegende trapezförmige Zugang (1,63 × 0,75 m) wird von einem Sturz mit darüber liegendem Fenster gekrönt. Der Korridor ist leicht gekrümmt, hat ein Kraggewölbe und steigt in der Höhe allmählich in Richtung der zentralen Kammer. Die Kammer, deren Tholos teilweise eingestürzt ist, hat eine Resthöhe von maximal 4,5 m und einen Durchmesser von etwa 4,0 m. An der Südseite liegt eine Nische von etwa 2,0 × 1,7 m.
Die Besonderheit dieser Nuraghe leitet sich aus der Tatsache ab, dass in der Wand der Kammer gegenüber der Eintrittseite, ein kurzer Gang mit einem großen Fenster liegt. Eine ähnliche Anordnung findet sich in der Nuraghe Ruju von Torralba.